# Veisarixipha waivudawa
Veisarixipha waivudawa är en insektsart som beskrevs av Otte, D. och Cowper 2007. Veisarixipha waivudawa ingår i släktet Veisarixipha och familjen syrsor. Inga underarter finns listade i Catalogue of Life.